# 赤い夏
赤い夏（英語: Red Summer）は、アメリカ合衆国の36以上の都市において1919年の夏から初秋にかけて発生した人種暴動事件である。白人がアフリカ系アメリカ人を襲った事件がほとんどだが、一部では黒人も反撃し、特にシカゴ、ワシントンD.C.、アーカンソー州のエレインでは多くの死者を出した。
暴動は第一次世界大戦後の軍人除隊に引き起こされた社会不安に引き続いて起きた。白人も黒人も就職を争ったのである。人権活動家であり、著作家でもあったジェームズ・ウェルドン・ジョンソンは「赤い夏」という言葉を造語した。彼は1916年より全米黒人地位向上協会 (NAACP) の地方書記（英: Field secretary）として雇用され、その団体の憲章を作成した。1919年、彼は人種暴動に対して非暴力的に抗議すべきであると訴えた。

## 事件の背景
第一次世界大戦による軍隊動員とヨーロッパ移民の激減により、アメリカ北部と中西部の工業都市は深刻な労働力不足に陥った。その結果、北部の製造業者たちが南部で人員を大量に募集し、労働力が南部から流出した。
1919年までに、約50万人のアフリカ系アメリカ人が米国南部から北部と中西部の工業都市に移動した。これが1940年まで続いた第一次アフリカ系アメリカ人の大移動である。
アフリカ系アメリカ人は鉄道などの成長産業において、今まで白人が占めていた職業を奪った。さらに1917年のストライキで一部の都市においてストライキ破りとして雇われた。このことは白人の労働者階級、移民、そして最初の世代のアメリカ人たちの憤激を買った。第一次世界大戦後、労働力市場への影響を考慮せずに行われた軍人の除隊と、価格統制が終わったことが失業とインフレーションを引き起こし、就職競争を増大させた。
1919年から1920年までの第1次赤狩りの間、ロシア革命の後ということもあって、米国では戦時中の反ドイツ感情の代わりに反ボリシェヴィキ感情が沸き起こっていた。多くの政治家や官僚は、マスコミや一般公衆と共に、アメリカ共産党は米国政府を倒してソビエトのような新しい政府を建てるのではないかと危惧した。当局はアフリカ系アメリカ人による人種の平等、労働権、正当防衛の権利といった主張を不安を持って見た。1919年3月、アメリカ大統領ウッドロウ・ウィルソンは「外国から帰ってきたアメリカの黒人はボリシェヴィキ主義をアメリカにもたらすだろう」と述べた。他の白人は統一した意見を持たず、ある者はいつか解決するだろうとし、ある者は緊張の兆候はないと述べた。
1919年、教育者であり米国労働省の黒人経済の指導者でもあるジョージ・エドマンド・ヘインズ博士は、「黒人の軍人が一般生活に帰ることは、北部にせよ、南部にせよ、この国にとって大変微妙な、そして難しい問題となる」と述べた。一人の黒人の退役軍人はシカゴ・ディリー・ニュースに投稿して、「帰国した黒人の退役軍人は今や新しい男、世界の男になった。その方向性、指導、正直な使用、そして力の可能性は無限大である。しかし、彼らは指導され、導かれなければならない。彼らは目覚めたが、その覚醒は完全に自覚があるものには達していない」と述べた。
全米黒人地位向上協会の役員かつその月刊誌の編集長であるW・E・B・デュボイスは、「天の采配で、我々は臆病でとんまになった。今や戦争は終わり、我々は我々の土地で地獄の勢力に対し、更に厳しい、更に長い戦いをする準備をできていない」と述べた。5月に最初の人種間暴動が起こった後、彼は「帰ってきた兵士」というエッセイを書いた。

"We return from the slavery of uniform which the world's madness demanded us to don to the freedom of civil garb. We stand again to look America squarely in the face and call a spade a spade. We sing: This country of ours, despite all its better souls have done and dreamed, is yet a shameful land....
（我々は、世界の狂気が我々の身にまとわせた軍服のくびきを脱し、市民の衣装の自由へと帰る。我々は再び立ち上がり、アメリカを正面から見据えてはっきり言おう。我々は歌う。我々のこの国は、良き人々の行いと理想にもかかわらず、未だに恥ずべき国なのだ。）
We return.
（我々は帰る。）
We return from fighting.
（我々は闘いから帰る。）
We return fighting."
（我々は闘いながら帰る。）

1919年には日本が提案した人種的差別撤廃提案に対し黒人からも期待が寄せられたが、4月の投票では賛成多数にもかかわらずアメリカの反対票により否決されたことで失望が広がった。

## 事件
暴力に満ちた夏が過ぎ、1919年秋に、ヘインズは米国上院司法委員会に、全国の都市における38件の黒人を襲撃した騒動を報告した。さらに、1919年1月1日から9月14日までの間、暴徒は少なくとも43人のアフリカ系アメリカ人をリンチし、うち16名の首をつり、8名を焼き殺し、残りを射殺した。諸州は暴徒の殺人に干渉または起訴する力もなければその意思もないようであった。米国の以前の人種騒動とは異なり、1919年の騒動は黒人が白人の攻撃に抵抗した初めてのケースであった。
人権活動家で眠れる車ポーターの兄弟会の指導者のアサ・フィリップ・ランドルフは、黒人には自衛権があると弁護した。

## 暴動

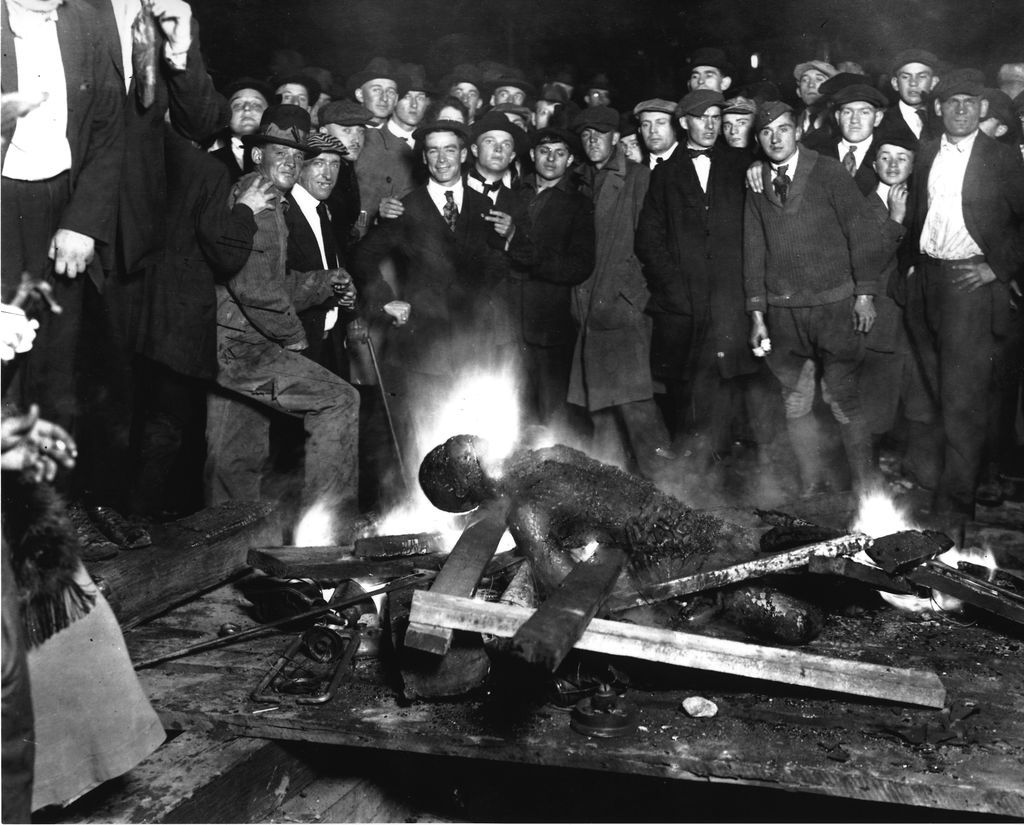
オマハ人種暴動でリンチを受け焼死したウィル・ブラウン

5月10日のサウスカロライナ州のチャールストン暴動の後に、チャールストン市は戒厳令を発布した。米国海軍の水兵がこの暴動を導いた。黒人のアイザック・ドクター、ウィリアム・ブラウン、ジェームズ・タルボットが殺害され、白人5人と黒人18人が負傷した。海軍の調査により、この暴動は4人の白人水兵と1人の白人市民に煽動されたことが判明した。
7月の初旬、テキサス州のロングビューの暴動では少なくとも4名が殺害され、アフリカ系アメリカ人の住宅街が破壊された。
7月3日にアリゾナ州ビスビーでは、地域の警察が、1866年に創設されバッファロー・ソルジャーというニックネームで知られるアフリカ系アメリカ人で構成された合衆国陸軍第10騎馬連隊を攻撃した。
ワシントンD.C.では7月19日、1人の黒人が白人を強姦した容疑で逮捕されたという噂を聞き、軍服をした白人が、4日間黒人と黒人の営む商店を見境なく攻撃した。彼らは街にいる黒人を見かけただけで殴り、電車から引きずり出して殴った。警察が介入を拒むと黒人達は応戦した。集会を止めるべく劇場やサロンが閉鎖されたが、それよりも効果的だったのが激しい雨の訪れだった。暴力が終わった時には、警察官2人を含む白人10人、そして黒人5人が死亡した。50人は重傷を負い、100名が軽傷を負った。白人の死者が黒人の死者より多かったこの暴動は20世紀の暴動の中でも例外的である。
全米黒人地位向上協会はウィルソン大統領に以下のような抗議の電報を送った。
「合衆国陸軍、海軍、海兵隊を含む暴徒は米国首都で抵抗しなかった黒人に対し暴力を振った。軍服を着た男が街の黒人を襲撃し、車から引きずり出して殴った。群衆は黒人の通行人を襲うよう指示を出したと報告されている。首府におけるこのような人種的敵意に基づく暴動は、憎しみ、そして別の地域での暴動の危険を増加させる結果になるであろう。全米黒人地位向上協会は、米国軍最高司令官たる大統領に暴徒の暴力を非難する声明を発表し、状況に応じて軍法を執行するよう要請する」。
バージニア州のノーフォークでは白人の暴徒が第一次世界大戦のアフリカ系アメリカ人の退役軍人の帰郷式典を攻撃した。少なくとも6人が銃撃され、地域の警察は米国の海兵隊と海軍軍人を治安回復のために出動させた。
その夏の最大の暴力は7月27日に始まったシカゴ人種暴動中に発生した。その都市のミシガン湖畔では人種隔離の慣習があった。ユージン・ウィリアムズという黒人の若者が慣習的に白人用とされていた湖の南部に泳いでいくと、投石され溺れてしまった。シカゴ警察がこの襲撃者の逮捕を拒否したため、若い黒人達は暴力的に反応した。暴徒と若者グループの間の暴力行為は13日間続き、白人の暴徒は黒人との境に定住しているアイルランド系アメリカ人に率いられていた。その結果、黒人23人と白人15人が死亡し、537人が負傷し、黒人1000世帯がホームレスとなった。別の集計では50名が殺害されたと発表されたが、非公式の集計や噂では死者の数はより多数であるといわれる。白人の暴徒がシカゴ南部にある黒人の住居や商店を数百も破壊してしまったため、イリノイ州政府は治安回復のために数千人からなる7連隊の民兵を呼んだ。
7月の終わりに、全国有色婦人の会の東北支部が年次総会で暴動と黒人の家の焼却を非難し、ウィルソン大統領にシカゴの暴動及びこれを扇動するプロパガンダを止めるためにその権限内であらゆる手段を使うよう要求した。8月の終わりに、 NAACPは前の週にテキサス州オースティンで起こった同組織の秘書に対する攻撃に言及して再び抗議した。彼らは電報で、「全米黒人地位向上協会は貴政権下の連邦政府がいつまで米国の無政府状態に耐えるつもりであるか、尊敬をもって質問するものであります」と述べた。
8月30日から31日にかけて、テネシー州ノックスビルで暴動が発生した。これは黒人が1人の白人女性を殺害した容疑で逮捕されたことを理由に白人の暴徒が集結したものである。その容疑者を探し求め、リンチ目的の暴徒が郡刑務所に押し寄せた。暴徒たちは殺人容疑者を含む16人の白人の囚人を解放した。さらにアフリカ系アメリカ人の商業街を襲撃し、少なくとも7名を殺害し、20名以上を負傷させた。
9月の終わりに、ネブラスカ州のオマハで、人種暴動が発生した。1万人以上の南オマハからの白人が郡の裁判所を襲撃して燃やし、白人女性を強姦したと告訴された黒人を釈放させようとした。彼らはあらゆるものを破壊し、その総計は100万ドル以上となった。暴徒は被疑者ウィル・ブラウンをリンチし、その死体を焼却した。彼らは騒ぎを拡大させ市の北側にある黒人が住む一帯と店を攻撃した。市長と知事が助けを求めると、米国政府は近くの砦から軍隊を派遣し、治安を取り戻した。その部隊はレオナード・ウッド大将の指揮下にあったが、彼はセオドア・ルーズベルトの友人で1920年アメリカ合衆国大統領選挙において共和党候補の1人であった。
10月1日にアーカンソー州のエレインで人種暴動が起こった。これが特徴的であるのは農村部の南部におこったことである。しかし、それは労働組織に対する局所的な抵抗であり、社会主義への恐怖であることは一致していた。黒人の寄生地主制下の農民はProgressive Farmers and Household Union of Americaの地方支部で会合を持っていた。白人の大農場主は彼らが労働条件の改善を求めて団結するのを恐れ、小作農たちはトラブルがおきると警告されていた。密造酒製造の黒人を逮捕しようとしていた1人の白人が会合を守っていた見張りに近づいて射殺された。大農場主達は市民軍を作り、アフリカ系アメリカ人を攻撃した。この暴動で100人から200人の黒人が殺されたが、5人の白人も死亡した。アーカンソーの知事チャールズ・ヒルマン・ブラフは委員7名からなる委員会を指名して調査を命じた。この委員会は現地の著名な白人経営者で構成されていた。彼らの結論は、小作人組合は社会主義者の企てで、「白人を殺すために黒人を団結させる目的で創立されたものである」というものであった。
この報告書によりダラス・モーニング・ニュース紙に「アーカンソーで逮捕された黒人は広範囲にわたる陰謀を告白。本日に計画された白人大量殺戮」という見出しが載った。米国司法省捜査局の捜査官が暴動参加者の尋問を1週間行ったが、小作人たちとは話さなかった。捜査官らは書類も調査した。彼らは小作人による殺人の陰謀にはまったく証拠がないと述べる報告書を9つも作成したが、彼らの上司はこの分析を無視した。
地方政府は79名の黒人を裁判にかけた。陪審員はすべて白人であり、被告のうち12名に死刑を宣告した。（アーカンソー他、南部の州では多くの黒人に選挙権などの公民権がなかった。）残りの被告は最高21年の有期刑に処せられた。上訴が米国最高裁判所になされ、審理の誤りという理由で、判決は覆った。この結果、被告人の権利に対する米国政府の監視は厳しくなった。

## 年表
ヘインズの報告に準拠した、ニューヨーク・タイムズの要約に基づく年表。年は全て1919年。
| 日付    | 場所                             |
| ------- | -------------------------------- |
| 5月10日 | サウスカロライナ州チャールストン |
| 5月10日 | ジョージア州シルベスター         |
| 5月29日 | ジョージア州パットナム郡         |
| 5月31日 | ミシシッピ州モンティチェロ       |
| 6月13日 | コネチカット州ニューロンドン     |
| 6月13日 | テネシー州メンフィス             |
| 6月27日 | メリーランド州アナポリス         |
| 6月13日 | ミシシッピ州メイコン             |
| 7月3日  | アリゾナ州ビスビー               |
| 7月5日  | ペンシルベニア州スクラントン     |
| 7月6日  | ジョージア州ダブリン             |
| 7月7日  | ペンシルベニア州フィラデルフィア |
| 7月8日  | ペンシルベニア州コーツヴィル     |
| 7月9日  | アラバマ州タスカルーサ           |
| 7月10日 | テキサス州ロングビュー           |
| 7月11日 | メリーランド州バルチモア         |
| 7月15日 | テキサス州ポートアーサー         |

| 日付    | 場所                             |
| ------- | -------------------------------- |
| 7月19日 | ワシントンD.C.                   |
| 7月21日 | バージニア州ノーフォーク         |
| 7月23日 | ルイジアナ州ニューオーリンズ     |
| 7月23日 | ペンシルベニア州ダービー         |
| 7月26日 | アラバマ州ホブソンシティ         |
| 7月27日 | イリノイ州シカゴ                 |
| 7月28日 | サウスカロライナ州ニューベリー   |
| 7月31日 | イリノイ州ブルーミントン         |
| 7月31日 | ニューヨーク州シラキューズ       |
| 7月31日 | ペンシルベニア州フィラデルフィア |
| 8月4日  | ミシシッピ州ハッティズバーグ     |
| 8月6日  | テキサス州テクサーカナ           |
| 8月21日 | ニューヨーク州ニューヨーク市     |
| 8月29日 | ジョージア州オクモルギー         |
| 8月30日 | テネシー州ノックスビル           |
| 9月28日 | ネブラスカ州オマハ               |
| 10月1日 | アーカンソー州エレイン           |

## 反応
1919年9月、「赤い夏」に反応して「アフリカ血縁兄弟会」（英: African Blood Brotherhood）という組織が武装抵抗のために北部の都市に成立した。米国連邦政府に対する抗議やアピールが数週間続いた。11月末に黒人人権運動の最古の団体である国民同権連盟（英: National Equal Rights League）はウィルソンの国際的な人権擁護に訴えた。「あなたがポーランドとオーストリアに自国の少数民族に対してとるよう強要したのと同じことをあなたの国の人種的少数派に対してとらせるよう訴える。」。

### ヘインズの報告
ジョージ・エドマンド・ヘインズ博士の1919年10月の報告は国に行動を呼びかけるものだった。それはニューヨーク・タイムズや他の主要な新聞に掲載された。「ウッドロウ・ウィルソン大統領が1918年に述べたようにリンチは全国の問題である。1889年から1918年の間、3000人以上がリンチを受けた。そのうち2472名は黒人の男性で、50人は黒人の女性である。米国の諸州はリンチを止められなかったか、止めようとしなかった。米国北部で白人もリンチを受けた事実はこの問題が全国的な問題であることを示している。殺人がこの国の一階層または一人種に限られていると考えるのは無益である」と彼は述べた 彼はリンチをその年に広がった暴動と結びつけて考えた。
「リンチする者を罰しないことは暴徒と化す白人の間に法律がないことと同じである。そして黒人の間に憤慨をかもしだす。こういう状態になると、ほんの少しの事件でも騒擾事件の引き金となる。」
「法律や法的プロセスを無視するとより多くの衝突と白人と黒人の間の流血事件をもたらす。米国の多くの都市で、人種戦争がおこる可能性がある。」
「抑制されない暴徒の暴力は憎しみと不寛容を生み出す。そして、人種問題だけでなく、人種と階層によって答えが違う問題も、自由で冷静に討論することが不可能になる。」

### 新聞報道
シカゴの暴動が荒れ狂っていた真夏に連邦政府のある官僚がニューヨーク・タイムズのインタビューに暴力は「世界産業労働組合、ボリシェヴィキ主義や他の極端で過激な運動の煽動でおこった」と答えた。彼は黒人の出版物が左翼との同盟を呼びかけ、ソビエト連邦を称賛しているという主張を支持し、投獄された社会主義者のユージン・V・デブスの勇気と伝統的黒人指導者の「学生のレトリック」とを対比した。同紙はこれらの出版物を「悪意があり、資金が明らかに豊富である」と性格付け、「過激な社会主義の要素がある」と述べ、「赤が黒人を動かして反乱を起こさせようとしている」という見出しを付けた。
その反応として、いくらかの黒人運動のリーダー、例えば黒人メソジスト教会のチャールズ・ヘンリー・フィリップス牧師は、黒人に対し、「忍耐」と「道徳的説得」でもって暴力を避けよと要請した。フィリップスは暴力を勧めるプロパガンダに反対し、黒人の不正行為の理由に言及した。「私は暴動において、黒人がボルシェヴィキの影響を受けていたとは思わない。裏切り者や革命家であれば、政府を破壊するであろう。しかし、暴徒による支配により黒人が長い間恐怖と不正の内に生きざるを得なかったことで黒人は神経過敏で性急になってしまったのだ」。

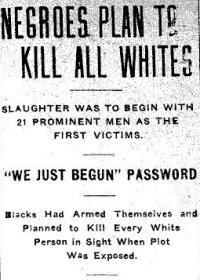
The Gazette紙の見出し、アーカンソー州エレイン、1919年10月3日付

黒人とボリシェヴィキ主義の関連は何回も論じられた。1919年8月、ウォール・ストリート・ジャーナルは「人種暴動の発生原因はボリシェヴィキ主義者、黒人、鉄砲と関係ある」と書いた。国民治安連盟（英: National Security League）は事件を伝える記事を繰り返し書いた。ヘインズの報告を10月に報道しながら、ニューヨーク・タイムズは彼の報告に述べていない背景に言及した。ヘインズは暴力と国の不対応について記録した。
ニューヨーク・タイムズは「地域暴動の規模に達した流血事件」を「新しい黒人問題」の証拠だと見て、この問題は「人種間にうらみと憎しみのくさびを打ち込むよう作用している」と述べた。最近まで同紙は、黒人の指導者は、白人が南北戦争を闘い、「その為に黒人に多くの機会を与えたことを評価している」と語っていた。いまや好戦的な人が「たゆまず融和的な方法を主張していた」ブッカー・タリアフェロ・ワシントンに取って替わった。タイムズは続けて次のように述べている。
「好戦的な指導者は毎週進撃していた。彼らは大体次の種類に分類される。一つは過激者であり革命家である。彼らはボルシェヴィキの宣伝をする。彼らは有色人種の中から多数補充されていると報告されている。多くの黒人が無知であることを考慮すると、革命のドクトリンが黒人を焚き付ける危険が危惧されうる。もう一つの種類の好戦的指導者は有色人種への全ての差別に対する戦いへの煽動だけに集中する。彼らは、『戦って市民権及び完全なる民主主義の特権を求めて戦い続けるために』妥協しない抗議に賛成している」。
好戦性とボリシェヴィキ主義の証拠として、タイムズはW・E・B・デュボイスの名を挙げて彼が編集した全米黒人地位向上協会の機関誌ザ・クライシスに載った彼の論説を引用した。「今日、我々は自己防衛の恐ろしい武器を手に取る。武装したリンチをする人たちが集まれば、我々も武器をもって集まらなければならない」。タイムズが「より一層の保護、正義、及び黒人が法律を尊重する両人種の市民から支援を得る機会を保証する計画」を確立する両人種による会議というヘインズの提案を是認した時、「好戦的な方法に反対している黒人指導者」との議論をも是認したのである。
10月中旬、政府筋はタイムズにボリシェヴィキ主義者の宣伝がアメリカの黒人社会に訴えている証拠を提供した。この資料は黒人社会での共産プロパガンダをより広い文脈で説明している。資料によると、それは「外国人の労働者の多い米国北部と西部の工業中心地で行われている煽動と軌を一にしている」。タイムズは新聞、雑誌、及びいわゆる「黒人改善機関」が、「レーニンとトロツキーのドクトリン」を黒人に広める手段だと述べた。タイムズはこのような文献から最近のシカゴとワシントンの暴動とは対照的な次のような文章を引用した。「ソ連は数十の民族と言語集団が多くの違いを解決し共通の会議の場を設立している国であり、もはや植民地を抑圧しない国であり、リンチをかけることは禁止されていて、民族的寛容と平和が現在存在している国である」。タイムズは労働組合結成の呼びかけについて記した。「黒人は木綿労働者組合を作らねばならない。南部の白人資本家は黒人が白人保守主義者が支配する南部を屈服させることができると知っている。だからどんどんやれ」という。
アーカンソー州エレインでの暴動が数日間続いたことで、暴動の根本原因を伝える記事も数日間続いた。アーカンソー州ヘレナから発信された10月1日のニューヨークタイムズへの記事は、「帰ってきた白人の民兵隊は多くの物語や噂をもたらしたが、そのすべてが暴動は白人が黒人を対象としたプロパガンダを発したのが原因と考えた」と述べている。その翌日の報道には詳細が付け加えられた。「黒人への扇動者の活動の証拠が得られた。白人に対する蜂起の陰謀があったと考えられる」。1人の白人男性が「黒人に社会的平等を説いていたとされ」て逮捕された。その見出しは、「トラブルの原因であると突き止められた社会主義者の扇動者」だった。数日後、ある西側の新聞組合の記事は1枚の写真に「逮捕された黒人暴動扇動者」という語句を使った説明文をつけた。

### 政府の活動
シカゴの暴動の期間にマスコミは米国司法省の官僚から世界産業労働組合とボリシェヴィキ主義者は「民族が憎み合うプロパガンダを広めている」ことを知った。FBIの報告によると、左翼的考えが黒人社会に勢力を得つつあった。報告の1つは全米黒人地位向上協会の「黒人が白人に平等を主張し、必要なら力にたよるよう促している」という文章を引用した。ジョン・エドガー・フーヴァーは、政府で働き始めてすぐ、暴動を分析して司法長官へ報告した。彼はワシントンでの7月の暴動を「黒人が多くの白人の女性を凌辱した」として非難した。アーカンソーの10月の事件に関しては「黒人の集会所の局所的な煽動」があったと非難した。彼が挙げたより一般的な原因は「過激なプロパガンダ」であった。彼は黒人系の雑誌、例えばザ・メッセンジャーにおいて、社会主義者が黒人の読者をあおるプロパガンダを行っていると非難した。地方当局は白人の暴徒も記録したが、彼はそのことには触れなかった。米国司法省の過激派対策部長として、フーヴァーは「黒人の活動」の調査を始め、マーカス・ガーベイを標的にした。彼はガーベイの新聞ネグロ・ワールドがボリシェヴィキ主義を宣伝していると考えたからである。彼は黒人を雇い、ニューヨーク市ハーレムの黒人組織や出版社をスパイすることを許可した。
11月17日、米国司法長官アレクサンダー・ミッチェル・パルマーは米国議会に「無政府主義者やボリシェヴィキ主義者は政府に対して脅威になる」と報告した。報告の半分以上は、黒人社会での過激主義を記録し、黒人指導者が人種的暴力と夏の暴動に対し「公然な反抗」を支持していたと述べた。同報告は黒人社会の指導者を「人種暴動に対する反応をうまく治めていない。最近の人種暴動に関するすべての議論で、黒人が発見した誇りに注意が向けられている。この誇りとは打たれたら打ち返すというもので、黒人はもう暴力と脅しに服従しないという。」と非難した。その報告は「反抗と復讐という危険な精神が黒人指導者の中で働いている」と書いた。

### 芸術
クロード・マッケイのソネット"If We Must Die"は「赤い夏」の事件に刺激されたものである。